# Max Nonne

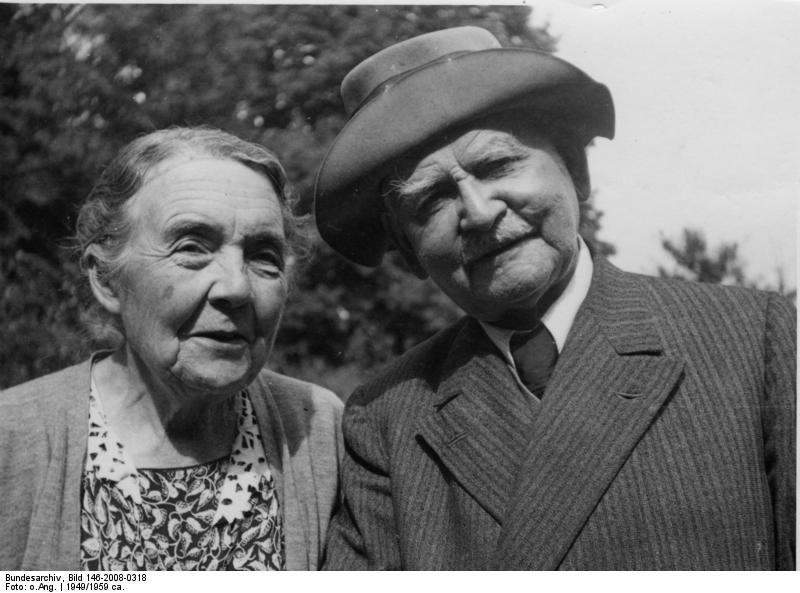
Max Nonne z żoną (1949)

Max Nonne (ur. 13 stycznia 1861 w Hamburgu, zm. 12 sierpnia 1959 w Dwerkaten, Lütjensee) – niemiecki lekarz neurolog.

## Życiorys
Syn Edwina Nonnego i Adelheid z domu Kraft. Studiował medycynę na Uniwersytecie Ruprechta-Karola w Heidelbergu, Uniwersytecie Alberta i Ludwika we Fryburgu Bryzgowijskim i Uniwersytecie Fryderyka Wilhelma w Berlinie. Tytuł doktora nauk medycznych otrzymał w 1884. Następnie pracował jako asystent u Wilhelma Heinricha Erba w klinice w Heidebergu i w klinice chirurgicznej w Kilonii u Johannesa Friedricha Augusta von Esmarcha. W 1889 zatrzymał się w Heidelbergu i praktykował jako neurolog. Został ordynatorem oddziału interny szpitala Czerwonego Krzyża, a w 1896 dyrektorem oddziału neurologii szpitala Eppendorf w Hamburgu.
Nonne w 1913 został profesorem tytularnym neurologii, a od 1919 wykładał na nowo powstałym Uniwersytecie w Hamburgu. W 1925 roku został profesorem zwyczajnym.
Max Nonne był jednym z zagranicznych lekarzy wezwanych w 1923 do Moskwy na konsultację do śmiertelnie chorego Lenina.
W 1895 ożenił się z Henny Heye (1874–1955), córką właściciela fabryki szkła Theodora Heye'a. Z małżeństwa urodziły się trzy córki i syn.

## Dorobek naukowy
Zajmował się głównie diagnostyką chorób układu nerwowego, zwłaszcza neurosyfilisu. Na jego cześć nazwano odczyn Nonnego-Apelta. Jako jeden z pierwszych opisał chorobę, określaną niekiedy jako choroba Nonnego-Milroya-Meigego.

## Wybrane prace
- Vier Fälle von Elephantiasis congenita hereditaria. Arch Pathol Anat Physiol 125 (1891) 189
- Zur Ätiologie der Pfortaderthrombose. Dtsch Arch Klin Med 1886
- Anfang und Ziel meines Lebens. Erinnerungen. Hamburg 1971